# Унехово
Унехово (пол. Uniechowo) — село в Польщі, у гміні Фабянки Влоцлавського повіту Куявсько-Поморського воєводства.
У 1975-1998 роках село належало до Влоцлавського воєводства.